# Малышев, Мелетий Олегович
Меле́тий Оле́гович Ма́лышев (1918—1982) — советский историк и искусствовед, доктор исторических наук (1978), кандидат юридических наук (1952), профессор Ленинградского университета.

## Биография
Родился в 1918 году в Петрограде.
В начале Великой Отечественной войны вступил в ополчение, воевал сапёром под Оредежем и на плацдарме у Невской Дубровки.
Знал радиодело и немецкий язык, в связи с чем сотрудниками Особого отдела Ленинградского фронта привлечён к выполнению поручений военной контрразведки. Под видом перебежчика в июле 1942 г. выведен в тыл немецко-фашистских войск, блокировавших Ленинград. При переходе линии фронта был тяжело ранен. В лагере врачом из военнопленных ему была удалена стопа. Выполняя полученное задание, сумел внедриться в школу немецкой военной разведки абвера в г. Валге (псевдонимом «Маговский»), затем переведён в школу радистов в городе Стренчи. Работал в абверкоманде 104.
В январе 1944 г. немцами заброшен на советскую сторону. После возвращения в расположение советских войск представил ценные сведения о подготовке немецких шпионов в разведывательных школах Абвера и заброске их в тыл советских войск.
После завершения войны поступил на юридический факультет Ленинградского государственного университета, окончил его в 1949 году. В 1953 году также окончил исторический факультет ЛГУ.
Директор научной библиотеки А. М. Горького с 1958 по конец 1960 г. При Малышеве М. О. в октябре 1958 г. отраслевые отделы вошли в состав Научной библиотеки, а в 1959 г. им создана в Научной библиотеке постоянно действующая открытая выставка новых поступлений и воссоздан отдел редких книг, закрытый в конце 1940-х гг. во время «борьбы с космополитизмом».
1955 г. — учёный секретарь Ученого совета исторического факультета ЛГУ им. А. А. Жданова (ныне СПбГУ)
1956 г. — ассистент кафедры истории СССР.
1963 г. — доцент кафедры истории КПСС
1966 г. — доцент кафедры истории искусств
1980 г. — профессор кафедры истории КПСС

## Основные работы
- Законодательная деятельность Советского государства до принятия Конституции РСФСР 1918 года: автореферат диссертации на соискание ученой степени кандидата юридических наук. Л.: [б. и.], 1952
- Малышев М. О. Некоторые вопросы организации государственного аппарата в период становления Советской власти / М. О. Малышев // Вопросы государства и права. — Л., 1958. — С. 19 — 35. — (Ученые записки Ленинградского государственного университета им. А. А. Жданова / Юридический факультет. Серия юридических наук; № 255, Выпуск 10).
- За землю, за мир и волю. 1918—1922 [Текст] : [Альбом] / [Авт. текста и сост. М. О. Малышев]. [Л.]: [Аврора], [1971]
- Каталог прижизненных изданий произведений В. И. Ленина в фондах Научной библиотеки Ленинградского университета [Текст] / Сост. А. Х. Горфункель ; Под ред. и с предисл. М. О. Малышева. Л.: Изд-во Ленингр. ун-та, 1973
- Оборона Петрограда и изгнание немецких оккупантов с северо-запада в 1918 году. Л.: Изд-во Ленингр. ун-та, 1974.

Среди наград М. О. Малышева: Орден Боевого Красного Знамени, медали «За победу над Германией», «За оборону Ленинграда», знак «Почетный чекист»